# Seppo Toivonen
Seppo Toivonen (ur. 23 marca 1957) – szwedzki skoczek narciarski. Najlepsze wyniki w Pucharze Świata osiągnął w sezonie 1979/1980, kiedy zajął 92. miejsce w klasyfikacji generalnej.
Wystąpił na mistrzostwach świata w Oslo, ale bez sukcesów. Był trzykrotnie mistrzem Szwecji w skokach: w 1981 i 1982 na dużej skoczni i 1982 na normalnej.

## Puchar Świata w skokach narciarskich

### Miejsca w klasyfikacji generalnej
- sezon 1979/1980: 53
- sezon 1980/1981: -
- sezon 1981/1982: -

## Mistrzostwa Świata
- Indywidualnie
  - 1982 Oslo (NOR) – 47. miejsce (duża skocznia), 32. miejsce (normalna skocznia)